# Kate McGarry
Kate McGarry (* 1970 in Hyannis) ist eine US-amerikanische Jazzsängerin.

## Leben und Wirken
McGarry wuchs in der Region Boston auf, zunächst beeinflusst von keltischer Folkmusic. Sie  besuchte die University of Massachusetts at Amherst, wo sie afroamerikanische Musik und Jazz bei Horace Boyer und Archie Shepp studierte. Als Autodidakt wurde sie Mitglied der Vokalgruppe One O'Clock Jump. Sie trat als Gast mit Clark Terry und Hank Jones auf dem Monterey Jazz Festival auf. Sie zog nach Kalifornien, wo sie Teil der Jazzszene von Los Angeles wurde und regelmäßig in Clubs wie der Jazz Bakery auftrat. Daneben war sie als Studiomusikerin tätig. 1992 veröffentlichte sie, damals in New York wohnend, ihr Debütalbum Easy to Love bei Vital Music.
Nach einem Rückzug zwischen 1996 und 1999 spielte sie ihr zweites Album Show Me ein, das 2001 veröffentlicht wurde. Weitere Alben erschienen bei Palmetto Records; das Album If Less Is More... Nothing Is Everything war ebenso wie All My Tomorrows von Jeremy Fox, auf dem sie als Gast herausgestellt wurde, für einen Grammy nominiert. Weiterhin ist sie Mitglied der Vokalgruppe MOSS mit Theo Bleckmann, Peter Eldridge, Lauren Kinhan und Luciana Souza, mit der sie 2008 ein Album veröffentlichte. Gemeinsam mit ihrem Ehemann Keith Ganz tritt sie auch unter dem Namen Genevieve and Ferdinand auf (ein Live-Album erschien 2014). Daneben ist sie auch auf Alben mit Rondi Charleston, mit John Hollenbeck und der hr-Bigband und dem Album Centennial – Newly Discovered Works of Gil Evans zu hören.